# Carleton-in-Craven
Carleton-in-Craven lub Carleton – wieś i civil parish w Anglii, w hrabstwie North Yorkshire, w dystrykcie (unitary authority) North Yorkshire. Leży 64 km na zachód od miasta York i 300 km na północny zachód od Londynu. W 2011 roku civil parish liczyła 1118 mieszkańców. Carleton jest wspomniana w Domesday Book (1086) jako Carlentone.